# U.S. Route 99
La Ruta Federal 99 o la U.S. Route 99 fue la principal artería norte-sur en la costa oeste de los Estados Unidos desde 1926 hasta 1964, y empezaba desde Calexico, California, en la frontera entre Estados Unidos y México hacia Blaine, Washington, en la frontera entre Estados Unidos y Canadá. La Ruta 99 fue de la Red de Carreteras Federales de Estados Unidos, fue asignada en 1926 y existió hasta que fue reemplazada mayormente por la Interestatal 5. Conocida también como "Golden State Highway" (Carretera del Estado Dorado) y "The Main Street of California", (La Calle Principal de California) la Ruta 99 fue una ruta importante en California durante los años 1930, ya que era la ruta para los inmigrantes de las granjas del Dust Bowl que atravesaban l estado. Grandes segmentos de la ruta ahora forman parte de la Ruta Estatal de California 99, Ruta Oregón 99, y la Ruta Estatal de Washington 99. 
La carretera estaba conectada con la Carretera de Columbia Británica 99 en la frontera con Canadá y con la Carretera Federal 5 en la frontera con México.

### Rutas relacionadas
- U.S. Route 99 Alterna (Bellingham, Washington)
- U.S. Route 199
- U.S. Route 299
- U.S. Route 399